# Kanton La Piège au Razès
 La Piège au Razès  ( tot eind 2015 Kanton Bram ) is een kanton van het Franse departement Aude. Het kanton maakt deel uit van de arrondissementen  Carcassonne (51) en Limoux (21). In 2021 telde het 20.381 inwoners.

Het kanton werd gevormd ingevolge het decreet van 21 februari 2014, met uitwerking op 22 maart 2015, met Bram als hoofdplaats.
De naam van het kanton werd gewijzigd bij decreet van 27 december 2015 met uitwerking op 1 januari 2016.

## Gemeenten
Het kanton omvat de volgende gemeenten:
- Alaigne
- Baraigne
- Belflou
- Bellegarde-du-Razès
- Belpech
- Belvèze-du-Razès
- Bram
- Brézilhac
- Brugairolles
- Cahuzac
- Cailhau
- Cailhavel
- Cambieure
- La Cassaigne
- Cazalrenoux
- La Courtète
- Cumiès
- Donazac
- Escueillens-et-Saint-Just-de-Bélengard
- Fajac-la-Relenque
- Fanjeaux
- Fenouillet-du-Razès
- Ferran
- Fonters-du-Razès
- La Force
- Gaja-la-Selve
- Generville
- Gourvieille
- Gramazie
- Hounoux
- Lafage
- Lasserre-de-Prouille
- Laurabuc
- Laurac
- Lauraguel
- Lignairolles
- La Louvière-Lauragais
- Malviès
- Marquein
- Mayreville
- Mazerolles-du-Razès
- Mézerville
- Mireval-Lauragais
- Molandier
- Molleville
- Montauriol
- Montgradail
- Monthaut
- Orsan
- Payra-sur-l'Hers
- Pech-Luna
- Pécharic-et-le-Py
- Pexiora
- Peyrefitte-sur-l'Hers
- Plaigne
- Plavilla
- Pomy
- Ribouisse
- Routier
- Saint-Amans
- Saint-Gaudéric
- Saint-Julien-de-Briola
- Saint-Michel-de-Lanès
- Saint-Sernin
- Sainte-Camelle
- Salles-sur-l'Hers
- Seignalens
- Villarzel-du-Razès
- Villasavary
- Villautou
- Villepinte
- Villesiscle